# Xiema (ort i Kina, Shaanxi, lat 32,97, long 106,98)
Xiema är en ort i Kina. Den ligger i provinsen Shaanxi, i den nordvästra delen av landet, omkring 230 kilometer sydväst om provinshuvudstaden Xi'an. Antalet invånare är 6 654. Befolkningen består av 3 251 kvinnor och 3 403 män. Barn under 15 år utgör 16,0 %, vuxna 15-64 år 72 %, och äldre över 65 år 11,0 %.
Runt Xiema är det ganska tätbefolkat, med 166 invånare per kvadratkilometer. Närmaste större samhälle är Hanzhongshi, 12,2 km norr om Xiema. I omgivningarna runt Xiema växer i huvudsak blandskog.
Genomsnittlig årsnederbörd är 1 295 millimeter. Den regnigaste månaden är september, med i genomsnitt 282 mm nederbörd, och den torraste är december, med 3 mm nederbörd.